# Marla Mathwig
Marla Sophie Mathwig (* 4. November 2003 in Lübeck) ist eine deutsche Handballspielerin, die für den Bundesligisten Bayer Leverkusen auflief.

## Karriere
Mathwig begann das Handballspielen in der Mini-Mix des VfL Bad Schwartau, bei dem sie sämtliche Jugendmannschaften durchlief. Für die A-Jugend des VfL lief sie in der A-Juniorinnen Bundesliga auf. Zusätzlich war sie zwischen 2019 und 2022 für den Drittligisten SC Alstertal-Langenhorn spielberechtigt. Im Sommer 2022 wechselte die Rückraumspielerin zum deutschen Bundesligisten Bayer Leverkusen. Neben der Bundesligamannschaft läuft Mathwig in der Saison 2022/23 zusätzlich für die 2. Damenmannschaft in der 3. Liga auf.
Mathwig wechselte im Sommer 2024 zum Zweitligisten HL Buchholz 08-Rosengarten.

## Sonstiges
Ihre Mutter, die ebenfalls Handball spielte, stand im Tor des Bundesligisten SC Buntekuh.